# Condado de Franklin (Pensilvania)
El condado de Franklin (en inglés: Franklin County) fundado en 1784 es uno de 67 condados en el estado estadounidense de Pensilvania. En el 2000 el condado tenía una población de 129,313 habitantes en una densidad poblacional de 65 personas por km². La sede del condado es Chambersburg.

## Geografía
Según la Oficina del Censo, el condado tiene un área total de 2002 km² (773 mi²), de la cual 1999 km² (771,8 mi²) es tierra y 3 km² (1,2 mi²) (0.09%) es agua.

### Condados adyacentes
- Condado de Juniata (norte)
- Condado de Perry (noreste)
- Condado de Cumberland (noreste)
- Condado de Adams (este)
- Condado de Frederick (Maryland) (sureste)
- Condado de Washington (Maryland) (sur)
- Condado de Fulton (oeste)
- Condado de Huntingdon (noroeste)

## Demografía
Según el censo de 2000, había 90,366 personas, 50,633 hogares y 36,405 familias residiendo en la localidad. La densidad de población era de 65 hab./km². Había 53,803 viviendas con una densidad media de 27 viviendas/km². El 95.33% de los habitantes eran blancos, el 2.33% afroamericanos, el 0.15% amerindios, el 0.55% asiáticos, el 0.03% isleños del Pacífico, el 0.74% de otras razas y el 0.86% pertenecía a dos o más razas. El 1.75% de la población eran hispanos o latinos de cualquier raza.

## Localidades

### Boroughs
Chambersburg |
Greencastle |
Mercersburg |
Mont Alto |
Orrstown |
Shippensburg‡ |
Waynesboro

### Municipios
Antrim |
Fannett |
Greene |
Guilford |
Hamilton |
Letterkenny |
Lurgan |
Metal |
Montgomery |
Peters |
Quincy |
Southampton |
St. Thomas |
Warren |
Washington 

### Lugares designados por el censo
Fayetteville |
Fort Loudon |
Guilford |
Pen Mar |
Rouzerville |
Wayne Heights 

### Áreas no incorporadas
Blue Ridge Summit |
Cove Gap |
Johnston |
Marion |
Old Forge |
Scotland |
State Line 